# Rota de São Pedro de Moel

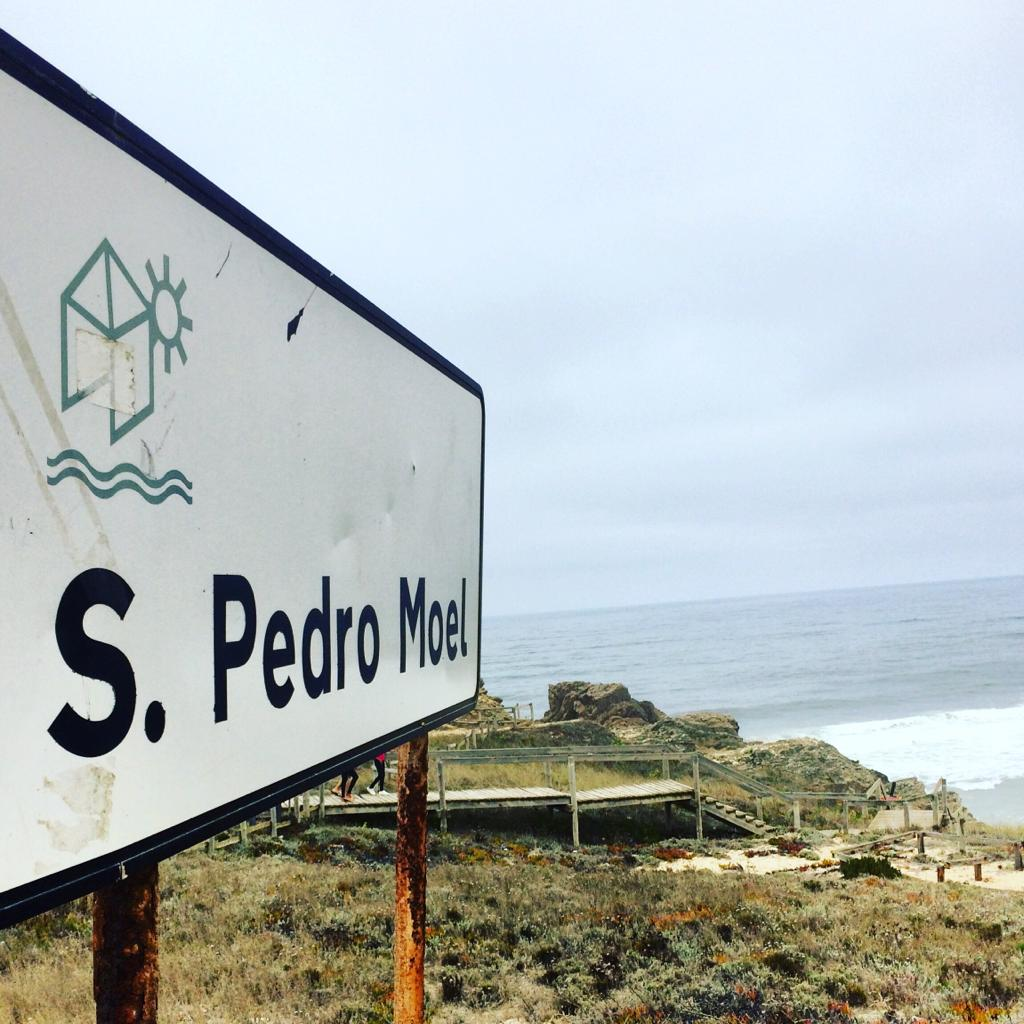
Entrada de São Pedro de Moel

A Rota de São Pedro de Moel é uma rota que é possível fazer quando se visita São Pedro de Moel e que passa pelos pontos de interesse mais conhecidos na zona.
A rota tem um distância de 9.6km e uma duração de aproximadamente duas horas, a distância e a duração da rota pode variar caso a pessoa decida tomar caminhos diferentes. A rota tem início na Praça Afonso Lopes Viera e termina no monumento ao Rei D.Dinis e à Rainha Stª Isabel

## Praça Afonso Lopes Viera

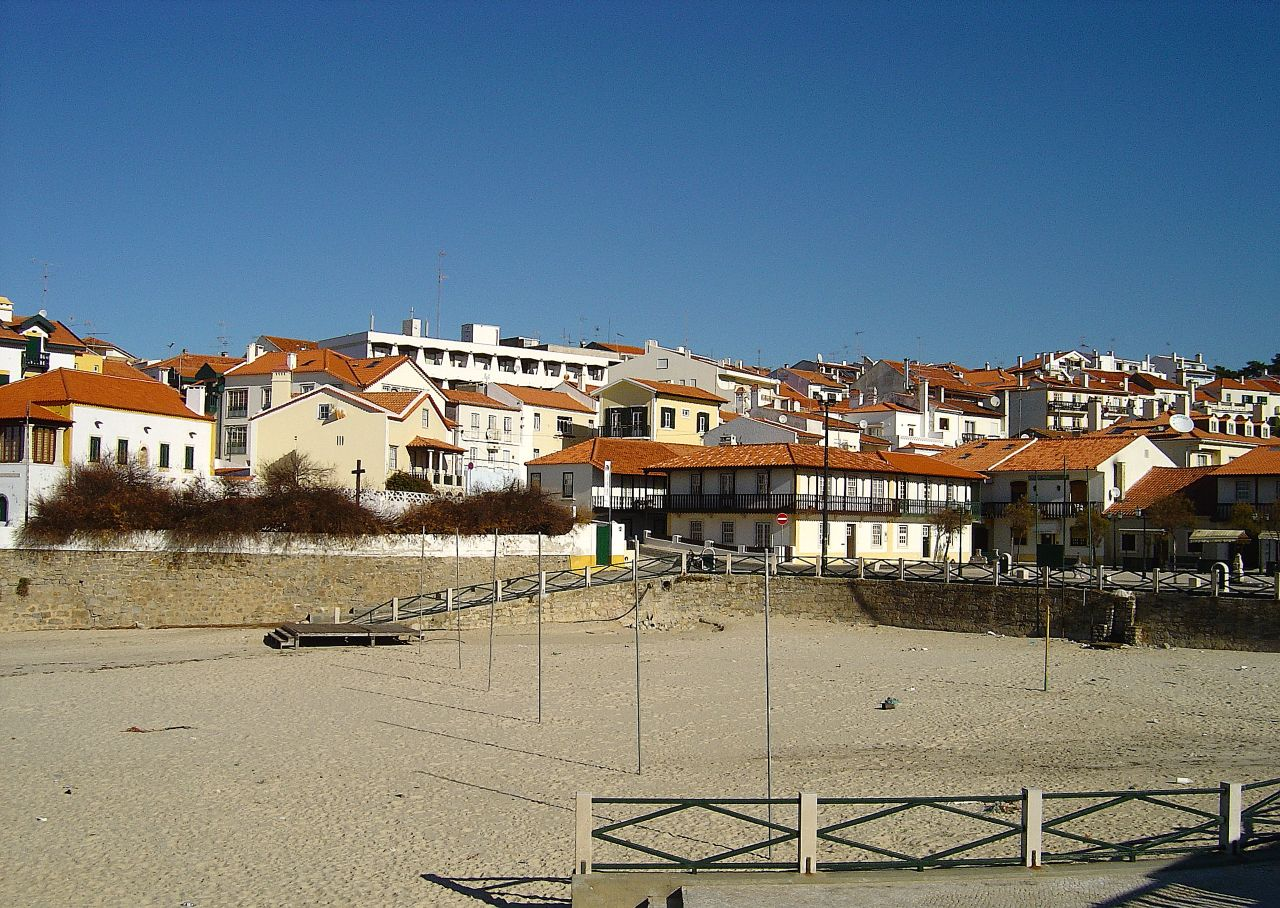
Praia de São Pedro de Moel que está em frente a Praça Afonso Lopes Vieira

Esta Praça é o ponto de partida da rota sendo também o primeiro ponto de interesse, nesta praça murou o famoso poeta Afonso Lopes Viera, no centro da praça encontra-se o Busto de Afonso Lopes Viera e também um icónico chafariz que tem um tanque em forma de concha. Em frente à praça encontra se também a Praia de São Pedro de Moel.

## Penedo da Saudade
O segundo ponto de interesse é o Penedo da Saudade que é o enorme Penedo que se situa entre a praia Velha e a praia de São Pedro de Moel, nesta zona é onde estão as flores mais saudáveis, é também um local extremamente comum da pesca. Este Penedo tem um lenda que fala sobre dois marqueses que eram donos de São Pedro de Moel ou Moher, o duque

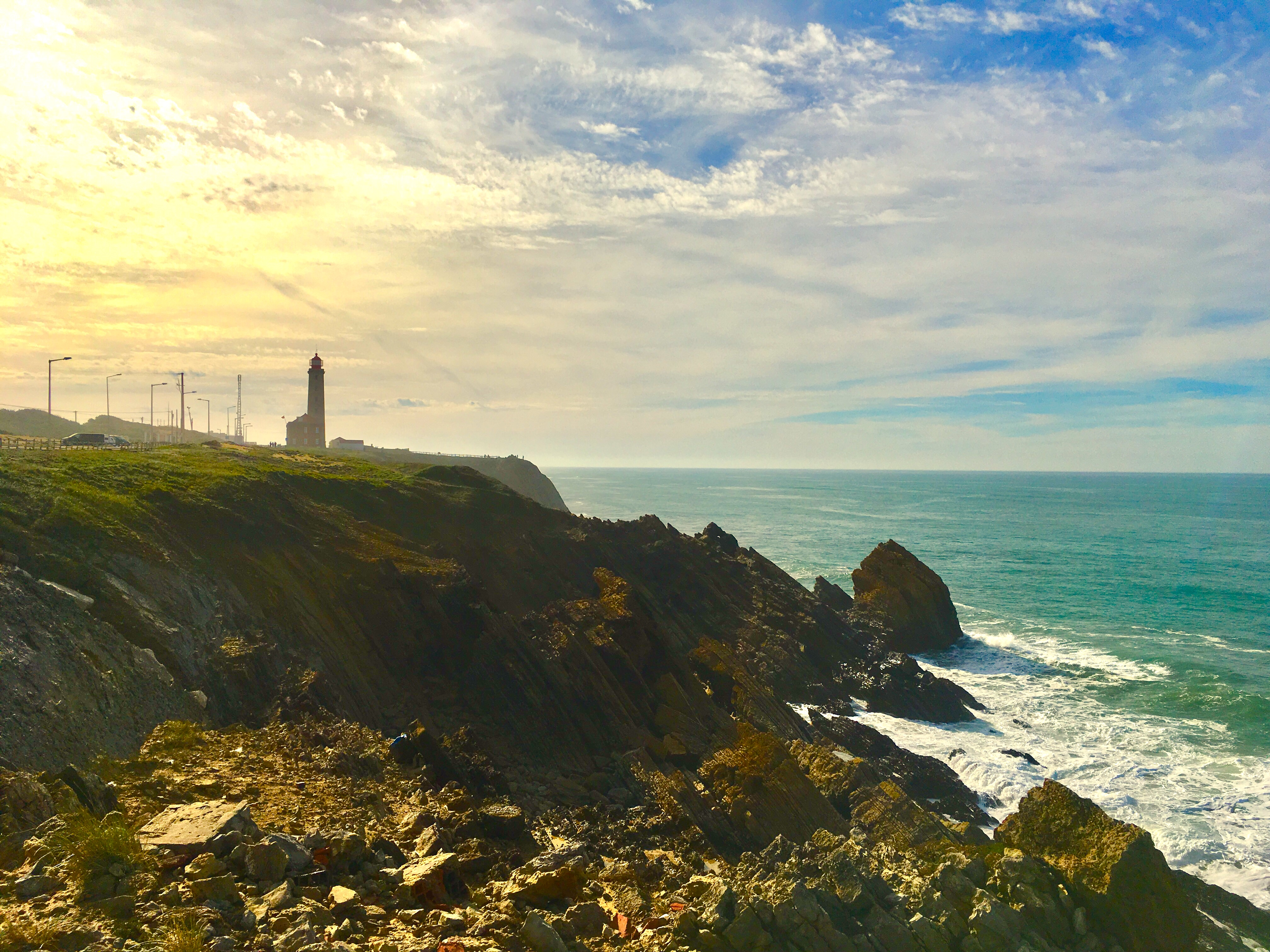
Penedo da Saudade

chamava-se D. Miguel Luís de Menezes e a duquesa chamava-se D. Juliana Máxima de Faro. Um dia durante um passeio a cavalo ambos pararam no penedo e fizeram lá as suas juras de amor eterno. Nesse local costumam nascer  pequenas flores cor-de-rosa, que eram raras e apenas se encontravam naquele sítio, e o duque gostava de lhas oferecer a duquesa. Nessa altura D,João IV reinava Portugal e concedeu ao pai de Miguel o lugar de Conselheiro de Estado mas por insatisfação o pai de Miguel começou a conspirar contra o rei, fez então um reunião e pediu ao filho que tivesse nela.
No dia seguinte o rei descobriu tudo e mandou prender toda a gente presente nessa reunião incluindo o duque D. Miguel, Juliana pediu ao rei para perdoar Miguel mas o rei recusou e condenou-o à morte. No dia seguinte á execução, a duquesa decidiu ir passear para o penedo pois lá se recordava do seu marido, nesse local estavam as flores cor-de-rosa que Miguel lhe dava a que Juliana acabou por dar o nome de Saudades e ao Penedo deu o nome de Penedo da Saudade.

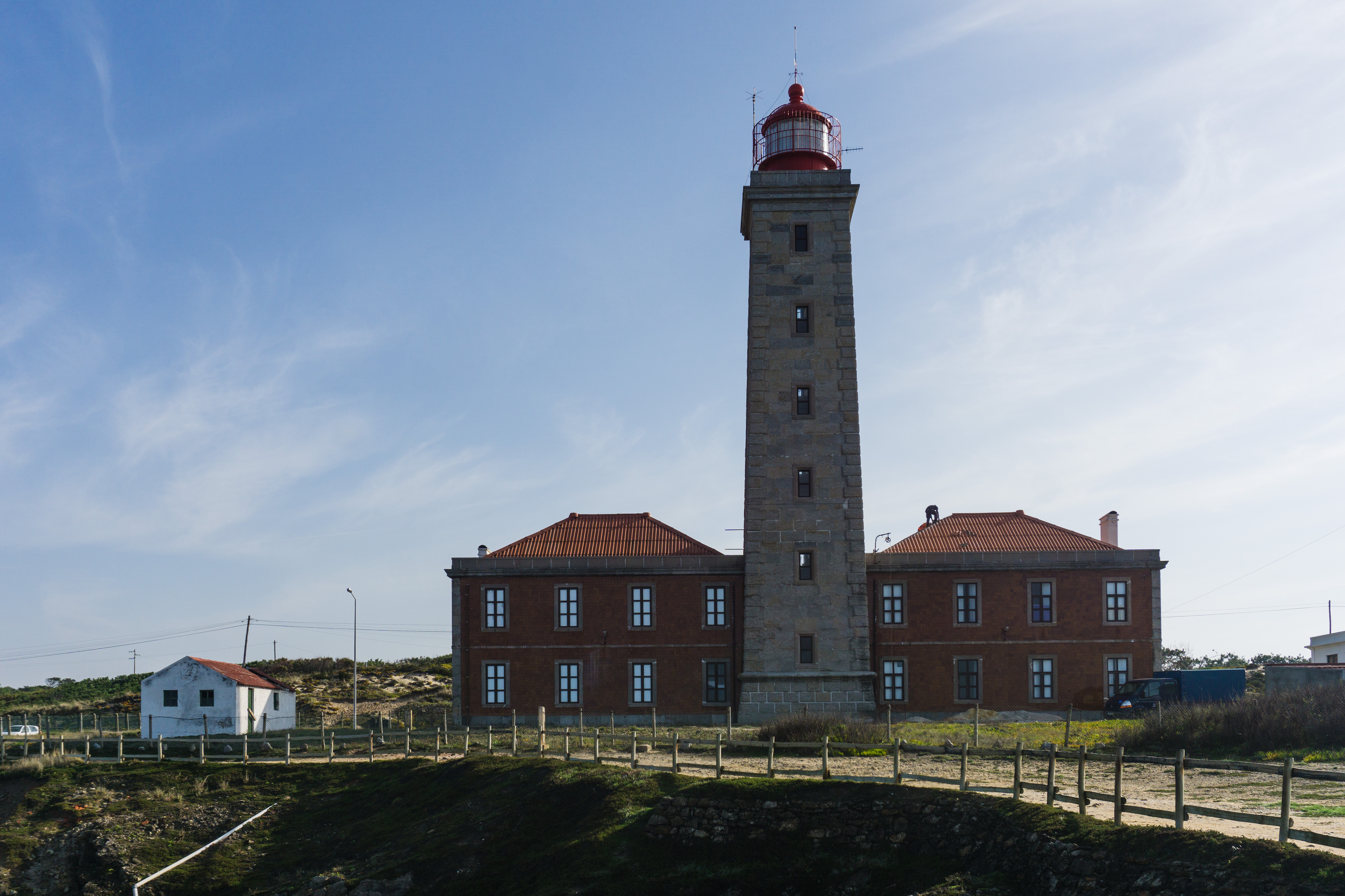
Farol Penedo da Saudade

Nesse penedo encontra se também o Farol Penedo da Saudade, esse farol começou em funcionamento em 1912 e a torre tem cerca de 32 metros de altura e 52 metros de altitude, em 1916 e 1919 o farol esteve apagado devido a Primeira Guerra Mundial, acabou por ser eletrificado em 1947.

## Ribeiro de São Pedro de Moel
O Ribeiro de São Pedro de Moel é um curso de água corrente que atravessa a floresta ou o Pinhal de Leiria onde faz foz na Praia Velha.

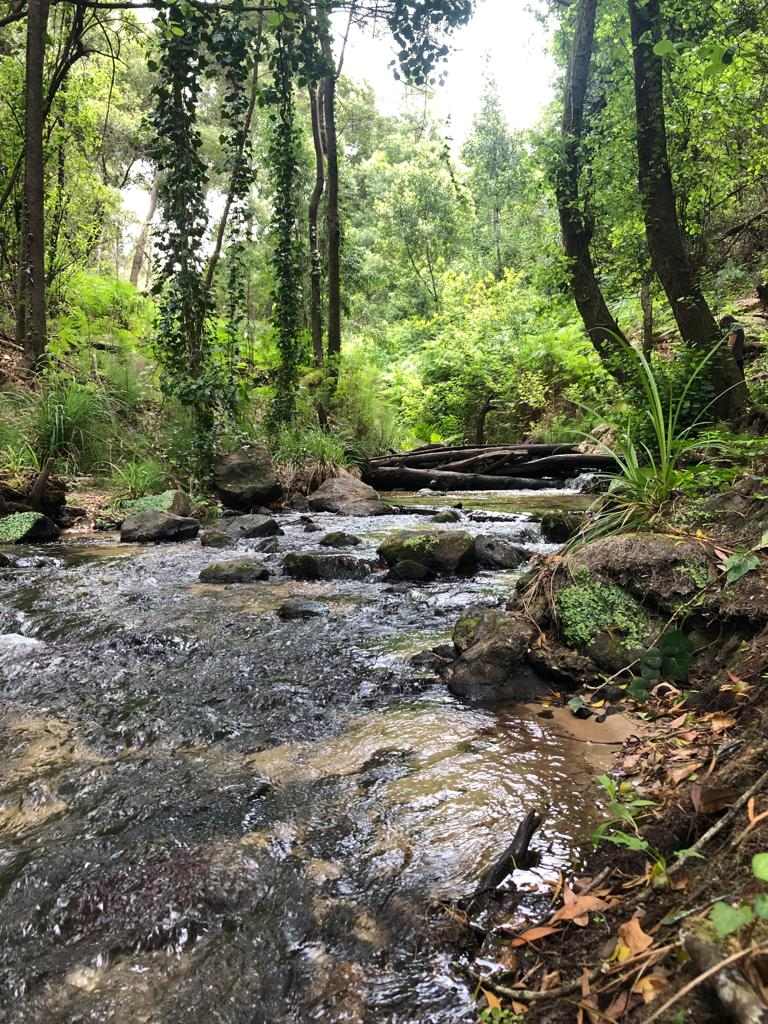
Ribeiro de São Pedro de Moel

Este Ribeiro localiza-se no seio do Pinhal do Rei e este ribeiro é conhecido por fornecer diversas atividades sendo um deles o famoso passeio pela Rota dos sete através do ribeiro onde se anda dentro do ribeiro em vez de se andar na estrada, este ribeiro tem um grande importância para a existência e sobrevivência da biodiversidade presente no pinhal
Este também serve de barreira a incêndios devido á espécie de ripícolas, composto por folhas que tem baixa combustão. As margens do ribeiro são consideradas os locais ideias para realizar passeios pedestres, onde se pode observar uma diversa flora.

## Pinheiro Serpente
O penúltimo e mais interessante ponto de interesse chama-se Pinheiro Serpente, normalmente é denominado como um pinheiro marítimo mas é apenas um pinheiro bravo mas devido ao facto de ter nascido perto do oceano este pinheiro foi dobrado devido ao vento marítimo e ao sal marinho dando-lhe uma forma que faz lembrar uma serpente.
"O que torna realmente espantoso este pinheiro marítimo são as “várias pernadas que se estendem pelo solo, ocupando uma área de cerca de 260 m2”
 Esta modelação dos troncos serve como um método de proteção para os pinheiros marinhos, que encontra junto ao solo uma menor pressão do vento. Este tipo de modelação é comum no litoral português especialmente em zonas mais ventosas

## Monumento ao Rei D. Dinis e à Rainha Stª Isabel
Este é o último ponto de interesse e também o ponto de chegada. É um monumento feito para homenagear o Rei D. Dinis e à Rainha D. Isabel, foi oferecido à marinha grande pelo Ministério de Obras públicas, Rei D.Dinis foi quem mandou plantar o pinhal de Leiria para proteger as plantações agrícolas do vento e a areia.

## Fauna e Flora
A mata nacional de Leiria ou Pinhal de Leiria tem 11062 hectares sendo a principal espécie de árvore o pinheiro-bravo(Pinus pinaster) que ocupa 73% da área da mata, o resto da mata ocupado por pinheiro-manso, acácias, eucaliptos, carvalhos, sobreiro e outras folhosas e resinosas.
Um arbusto muito comum de se encontrar especialmente nas dunas são as Camarinhas que é um arbusto conhecido pelas suas bagas brancas que tem um sabor adocicado e que é geralmente utilizado para fazer geleias e compotas
Para além das Camarinhas , surgem no estrato arbustivo e sub-arbustivo, a gilbardeira, o loureiro, o folhado, o feto real, o polipódio e a erva pinheirinha. Observe ainda espécies tão diversas como os dentes-de-leão, medronheiros e zimbros.
A Fauna é constituída por animais pequenos como os coelhos, ouriços, raposas e texugos.